# الثقافة القوطية
الثقافة القوطية هي ثقافة شبابية بدأت في إنجلترا في بداية 1980 حينما بدأت من جمهور الروك القوطي فرع من موسيقى «البوست بانك», ومن فناني «البوست بانك» والروك القوطي الذين ساعدوا في تطوير وتشكيل الثقافة القوطية. ومنهم Siouxsie and the Banshees وThe  Cure و Joy Division و Bauhaus .
يندرج اسم الثقافة القوطية من الفئة الموسيقية، وقد نجت هذه الثقافة أكثر من أخريات في نفس العصر، واستمرت بالتنوع والانتشار عبر العالم. تشمل ميزته وميوله الثقافية تأثيرات من الأدب القوطي وأفلام الرعب القوطية بالقرن التاسع عشر. ويوجد هذا المشهد بالاحتفالات الموسيقية، الأندية الليلية واللقاءات المنظمة خاصة في أوروبا الغربية.
ترتبط الثقافة القوطية بذوقها الموسيقي، الجماليات، والأزياء. وتشمل أنواع الموسيقى القوطية عدد مختلف من الأساليب
gothic rock, death rock, post-punk, new wave, dark wave مثل
, وتندرج أزياء هذه الثقافة من البنك، نيو ويف، وأزياء الرومانسية الحديثة، بالإضافة إلى أزياء من العصور السابقة الإدواردية والفكتورية، أو خليط من الجميع. غالبا ما تكون أزياء داكنة ووجه شاحب وشعر أسود. استمرت هذه الثقافة بجلب اهتمام عدد كبير من الجماهير لعقود منذ نشأتها. 

## الفن: التأثيرات الثقافية والتاريخية

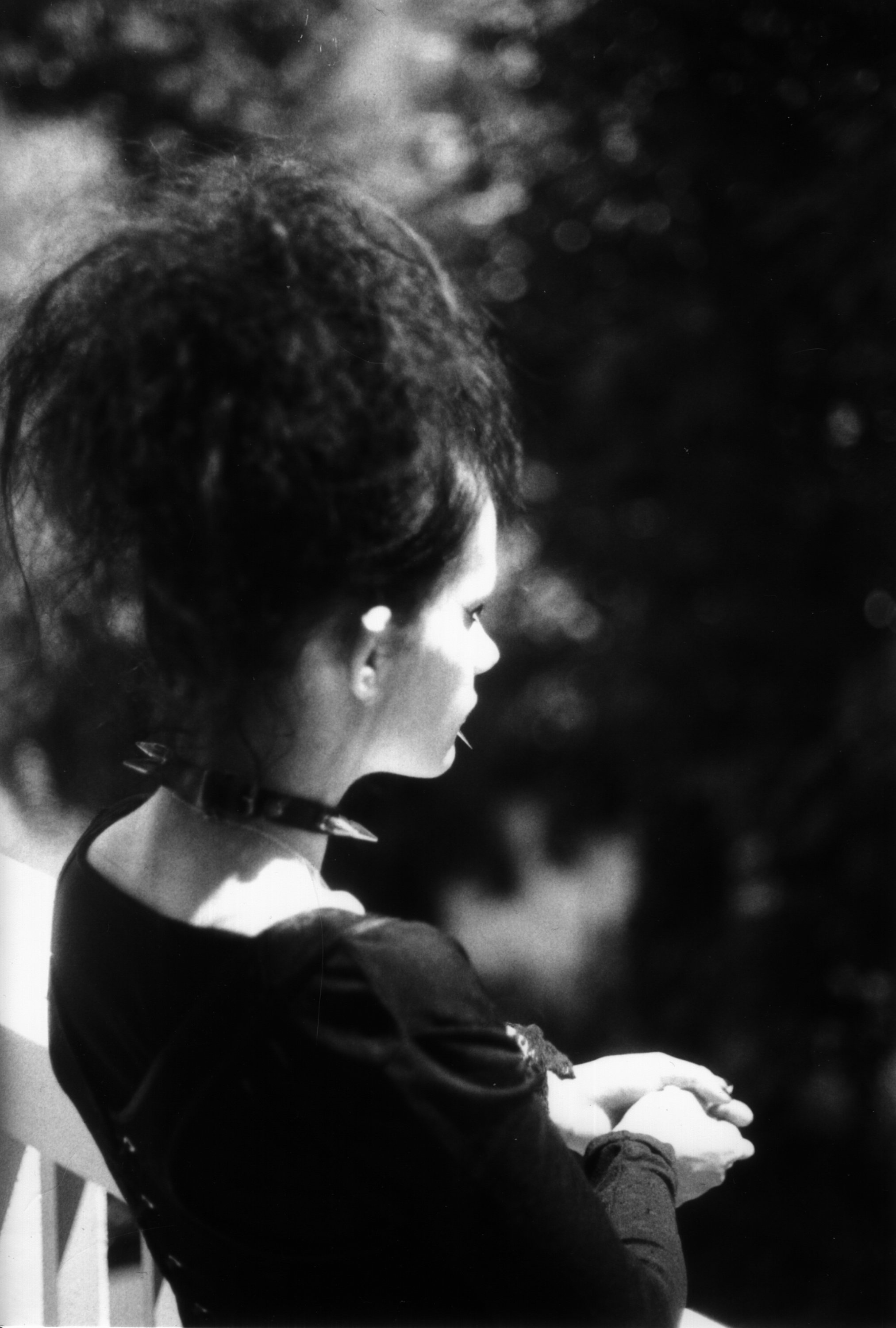
صورة (أسود وأبيض) لامرأة ترتدي ملابس مشابهه للتي يرتديها القوطيين

استوحى أصحاب الثقافة القوطية في الثمانينات الإلهام من مصادر مختلفة، بعضها كانت حديثة أو معاصرة، وكان بعضها موجود منذ قرون قديمة، وشبه كلا من مايكل بيبي ولوران ام إي وغودلاد هذه الثقافة الفرعية بالارتجال (25)، ومن الأغاني التي تأثرت بها هذه الثقافة: بنك ونيو ويف وجلام (25) واستوحت إلهامها أيضا من بي موفيز والأدب الغوثي وأفلام الرعب وطائفة مصاص الدماء وأفلام الخيال العلمي ك نيو نوير وريدلي سكوتز بليد رنر وعلم الأساطير التقليدية، ومن الأساطير التي أثّرت على الغوث: السلتيكية والمسيحية والمصرية والعديد من التقاليد الوثنية (26). 
اعتمدت هذه الحركة أو المجموعة الثقافية على العديد من الأشخاص من السلف القديم، مثل:
- فتره ماقبل اخوة رافايل، وفريدرش نيتزش (1844-1900)، وكومت دو لوتغيمونت (1846-1870)، وسلفادور دالي (1904-1989)، وجان بول سارتر (1905-1980) (25).

ومن الكتاب الذين أثروا على هذه الحركة:
- أن رادكليف (1764-1823)، وجون وليام بوليدوري (1795-1921)، إدغار ألآن بو (1809-1849)، وشغدن لو فانو (1814-1873)، وبرام ستوكر (1847-1912)، واوسكار ويلد (1854-1900)، وإتش بي لوفكرافت (1890-1937)، وأن رايس (1941-)، ووليام غيبسون (1948-)، ولان ماكيوان (1948-)، وستورم كونستانتين (1956-)، وبوبي زد بريت (1967-). [1]

### القرن الثامن عشر والتاسع عشر

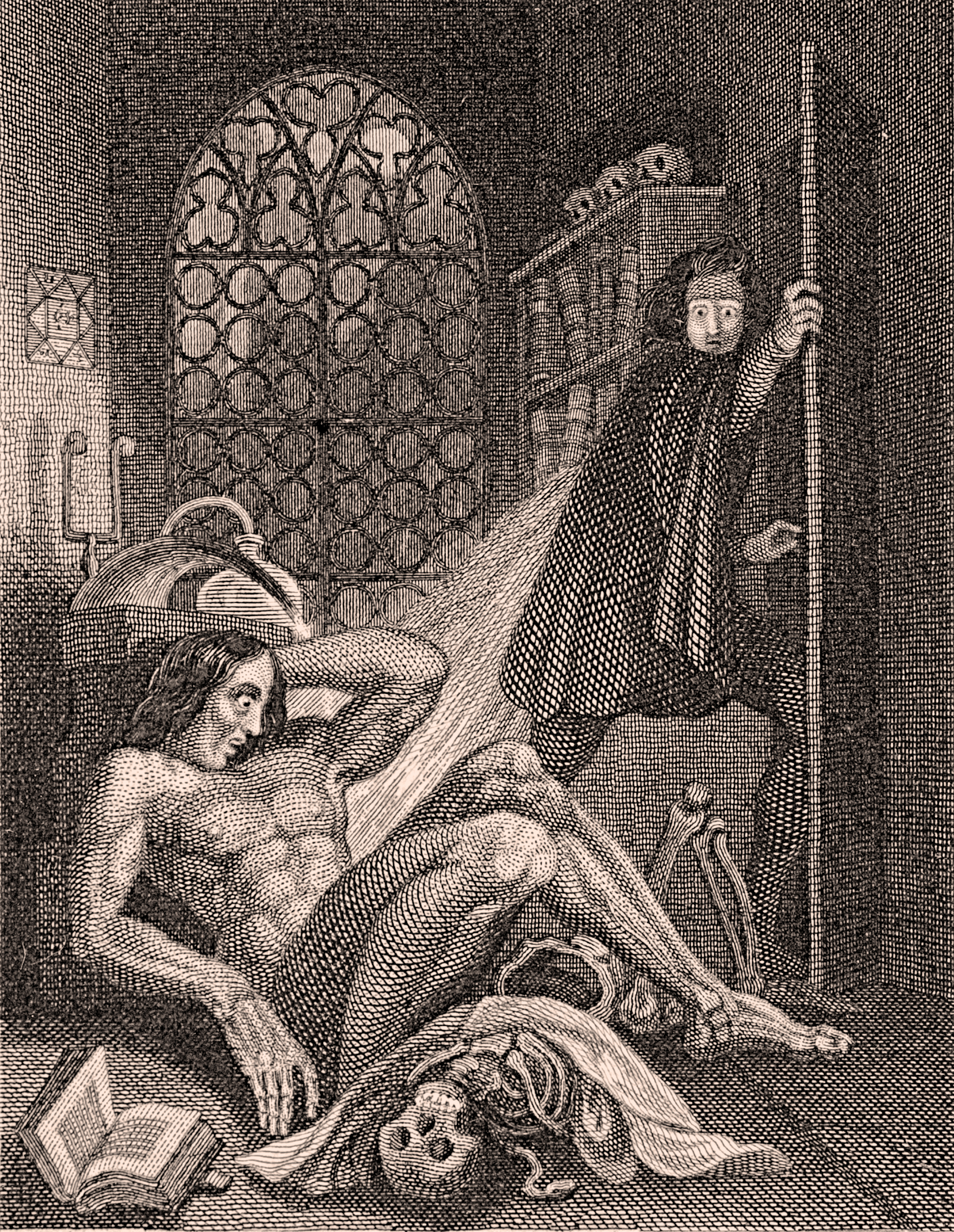
تُظهر ماري شيلي(Mary Shelley) في روايتها فرانكنشتاين أو بروميثيوس الحديث الخيال القوطي في الفترة الرومانسية وقد نشرت في عام 1818. صورة الغلاف الطبعة التي نشرت في عام 1831.

يصنف الأدب القوطي من النوع الخيالي الذي يجمع بين الرومانسية والعناصر السوداء لينتج غموض وإثارة ورعب وخوراق للطبيعة، وحسب ما ذكرة ديفد ريتشر (David H. Richter) زمن ومكان الأدب القوطي يحدث في «قصور متهدمة أو أفنية كنائس مظلمة أو الأديرة المغلقة أو الطرق الجبلية الموحشة.»
وتتكون الشخصيات المعيارية في الروايات القوطية من والد قاسي أو راهب شرير أو بطل شجاع أو بطلة ضعيفة عاجزة مع شخصيات خارقة للطبيعة مثل الشياطين ومصاصي الدماء والأشباح والوحوش، وغالبا ما تركز الحبكة على الشخصيات المشؤومة أو التي تعاني من صراع نفسي أو التي تضحي فيها الشخصيات الشريرة ظلما، إضافة على الحبكات المتمركزة حول الكآبة فإن تقاليد الأدب القوطي تركز على الشخصيات التي ستصاب بالجنون شيئا فشيئا.
يعد الكاتب الإنجليزي هوراس والبول (Horace Walpole) أول مكتشف لنوع الكتابة القوطية في روايته قلعة أوترانتو (The Castle of Otranto) التي نشرت عام 1764م.
في حقبة حرب الثورة الإنجليزية «القوطي الأمريكي» تحكي رواية «أسطورة سليبي هولو» قصة فارس بلا رأس، وقد ألفها واشنطون إرفينغ (Washington Irving) ونشرت في عام 1820م. وقد اعتبرت هذه الرواية بداية ظهور نمط سرد قصص الغموض الرومانسية في العالم الجديد.
قام الكاتب إرفينغ (Irving) بتأليف رواية «أسطورة سليبي هولو» عندما كان يعيش في إنجلترا، وكانت تستند على حكايات المستوطنين الهولنديين الشعبية من وادي هدسون في نيويورك، وقد تم إدخال تعديلات على القصة في عام 1922م لتتلائم مع تصوير الأفلام، وقد أصدر فليم الرسوم المحركة مغامرات إكابود والسيد تود (The Adventures of Ichabod and Mr. Toad) في عام 1949م، وأيضا أصدر فيلم آخر في عام 1999م.
وقد مثل الأدب الكلاسيكي الرومانسي والقوطي والمرعب دورا هاما خلال تطور الجماعة القوطية، حيث تعد كتابات إرنست هوفمان (1776-1822) وإدغار آلان بو (1809-1849) وهوارد فيليبس لافكرافت (1890-1937) والكتاب القصص الرومانسية والمأساوية رمزًا من رموز الجماعة القوطية مثل وضع كحل داكن وارتداء الملابس السوداء، وفي الواقع كتب شارل بودلير في مقدمة الأبيات الشعرية في كتابه أزهار الشر (Les Fleurs du mal) نوع من السباب القوطي. 
 إنه ضَجِر، وعينه ممتلئة بدموع لاإرادية
ويفكر في المشنقة بينما يدخن نارَجِيلَتة
وأنت أيها القارئ تعرف هذا الوحش المرهف
أيها القارئ المنافق هو تؤامي وأخي 
C'est l'Ennui! —l'œil chargé d'un pleur involontaire,

Il rêve d'échafauds en fumant son houka.

Tu le connais, lecteur, ce monstre délicat,

—Hypocrite lecteur,—mon semblable,—mon frère!

It is Boredom! — an eye brimming with an involuntary tear,

He dreams of the gallows while smoking his water-pipe.

You know him, reader, this delicate monster,

—Hypocrite reader,—my twin,—my brother!

#### تأثيرات في الفن البصري

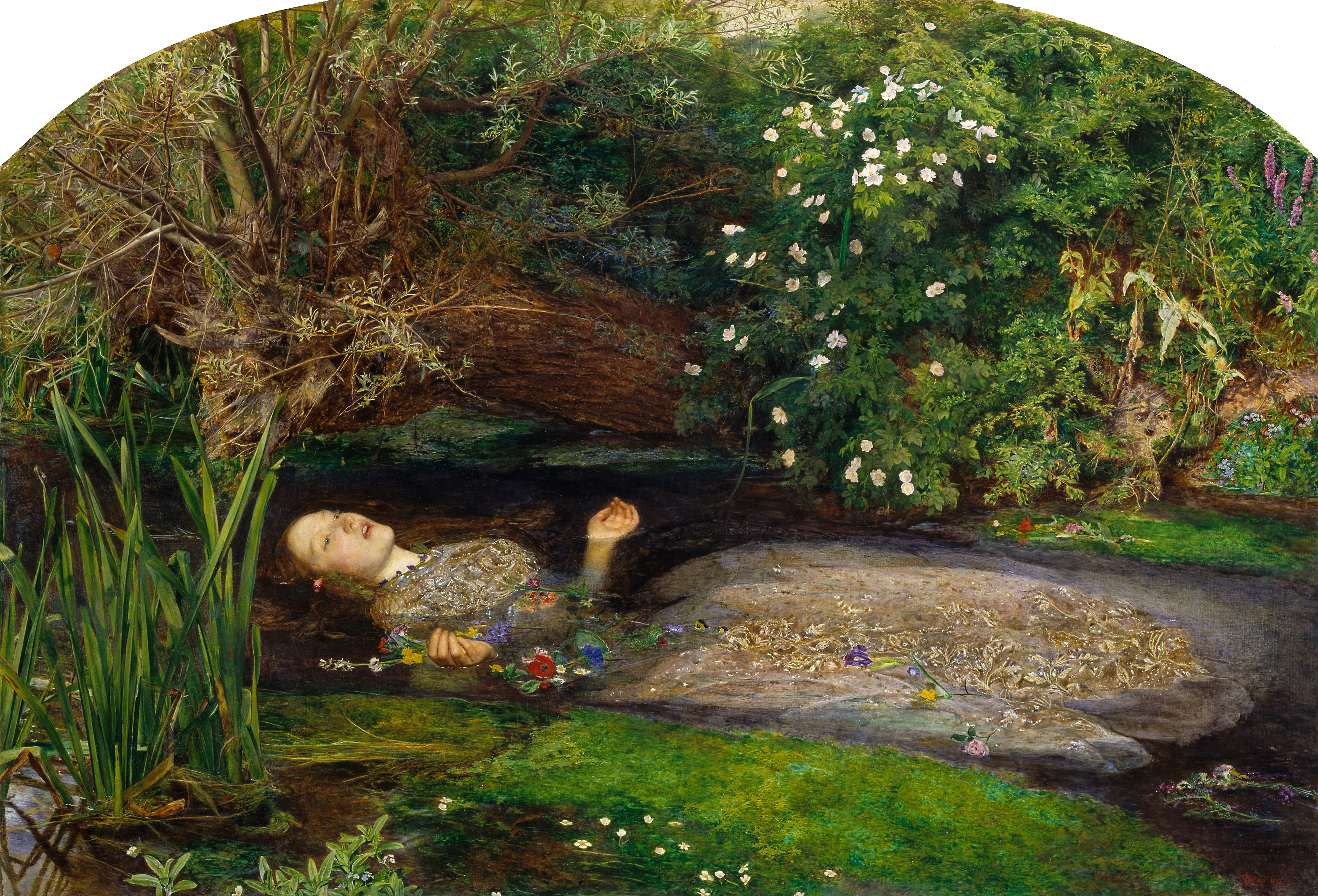
أوفيليا (1851) للرسام جون ايفرت ميليه

أثرت الثقافة القوطية على عدة فنانين، ولم يقتصر تأثيرها فقط على الموسيقيين بل أيضًا على الرسامين والمصورين. على الأخص بخلفية أعمالهم الغامضة والكئيبة والخيالية.
يتدرج الاختلاف في التصوير والرسم من أعمال فنية شهوانية إلى صور خيالية لمصاصي دماء وأشباح، وهناك علامة تميزها بالألوان الغامقة والمشاعر مشابهة للأدب القوطي. في نهاية القرن التاسع عشر رسامين مثل جون إيفرت ميليه وجون روسكين الذي اخترع نوعًا جديدًا من القوطية.

### التأثيرات في القرن 20
يعتبر بعض الناس أول أغنية فردية بيلا لوغوسيز ديد (Bela Lugosi's Dead) لفرقة باهاوس (Bauhaus) بداية للموسيقى القوطية. 

### القرن 21
أظهرت المسرحية الهزلية البريطانية " The IT Crowd” شخصية قوطية متكررة تدعى Richmond Avenal، وقام بالدور Neol Felding. وقال في المقابلة أنه كان قوطيا في الخامس عشر من عمره، وأصبح لديه العديد من المعجبات القوطيات. ومن هنا بدأ بوضع مستحضرات التجميل. وكان يفضل أن تقوم إحدى معجباته بوضع المستحضرات التجميلية له. 

## شخصيات المشهد

### الشخصيات البارزة
أبرز أفراد الجماعة القوطية هم قائدو فرق موسيقية مثل: سوزسي سيوكس (Siouxsie Sioux) قائدة فرقة سوزي وبانشيز (Siouxsie and the Banshees)، روبرت سميث (Robert Smith) قائد فرقة ذا كيور (The Cure)، بيتر ميرفي (Peter Murphy) قائد فرقة باوهاوس (Bauhaus)، روز وليامز (Rozz Williams) قائد فرقة كرستيان ديث (Christian Death)، إيان كورتيس (Ian Curtis) قائد فرقة جوي ديفيجن (Joy Division)، ديف فانيان (Dave Vanian) قائد فرقة ذا دامند (The Damned).
و بعض أعضاء فرقة باوهاوس طلاب في قسم الفنون الجميلة وبعضهم فنانين نشطين، وقد وُصِف نيك كيف (Nick Cave) بأنه «القائد العظيم الذي ساهم في ازدهار القوطية»، وأيضا نيكو (Nico) أبرز مثال على الموضة والموسيقى القوطية ولها سجلات رائدة مثل أغنيتاها ذا ماربل إندكس (The Marble Index) وديزرتشور (Desertshore) والشخصية التي اعتمدتها بعد نشرها. 

### الأزياء

#### Influences
One female role model is Theda Bara, the 1910s femme fatale known for her dark eyeshadow. In 1977, Karl Lagerfeld hosted the Soirée Moratoire Noir party, specifying "tenue tragique noire absolument obligatoire" (black tragic dress absolutely required). The event included elements associated with leatherman style.
Siouxsie Sioux was particularly influential on the dress style of the Gothic rock scene; Paul Morley of NME described Siouxsie and the Banshees' 1980 gig at Futurama: "[Siouxsie was] modeling her newest outfit, the one that will influence how all the girls dress over the next few months. About half the girls at Leeds had used Sioux as a basis for their appearance, hair to ankle." Robert Smith, Musidora, Bela Lugosi, Bettie Page, Vampira, Morticia Addams, Nico, Rozz Williams, David Bowie, Lux Interior, Dave Vanian, are also style icons.

#### الموضة
الصورة النمطية عن الموضة القوطية هي أنها مظلمة وغريبة ومخيفة وغامضة ومعقدة، ويمكن تمييز الموضة القوطية بالملابس السوداء الداكنة، تتكون الموضة القوطية النموذجية من شعر مصبوغ بالأسود وكحل داكن واظافر مطلية بالأسود مع لبس الحلي أحيانا وملابس سوداء مقتبِسةً موضة عصر من العصور مثل العصر الإليزابيثي والفيكتوري والقرون الوسطى وأحيانا تعبر ملابسهم عن رموز دينية مثل الوثنية والسحر والتنجيم وغيرها.
قد تتناقض حجج بعض الناس في وصفهم لمظهر القوط بأنه مبالغ فيه بتعمد وأن أشكالهم غير رسمية ويركزون فيها على الرداء الفضفاض والأكمام المكشكشة والمكياج الباهت والشعر المصبوغ، مصورين نسخة حديثة من موضة أواخر العصر الفيكتوري، ويقول مصدر مجهول أن القوط أحيانا يلبسون مجوهرات من الفضة.

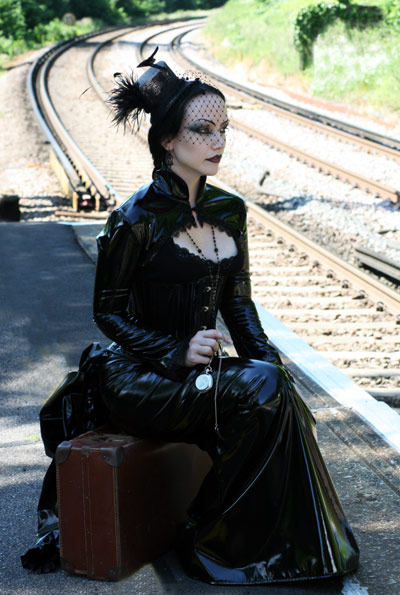
عارضة الأزياء القوطية السيدة امارانث

- ويصف تيد بولهموس (Ted Polhemus) موضة القوط بأنها

| الثقافة القوطية | لبس الكثير من لبس اللون الأسود المخملي وأشرطة الزينة والجوارب الشبكية لبس ملابس جلدية يشوبها اللون القرمزي أو الأرجواني ولبس مشد خصر وقفازات وكعوب عالية جدا ومجوهرات فضية لتصوير ديانات أو أفكار خفية | الثقافة القوطية |

- وقال الباحث ماكسم فيورك (Maxim W. Furek)

| الثقافة القوطية | أن الموضة القوطية هي ثورة أمام الموضة المبتذلة في عصر الديسكو في السبعينيات، ومخالفة للمساحيق للملونة والتبذير في الثمانينيات، حيث يعطي الشعر الأسود والملابس الداكنة والبشرة الباهتة الشكل الأساسي للقوطيين | الثقافة القوطية |

- وقد ذكرت صحيفة نيويورك تايمز

| الثقافة القوطية | تصور الأزياء والمجوهرات ثيم كئيب، يتصور القوط في عالمهم أن الطبيعة نفسها تتخفى كزعيم خبيث لتجعل اللحوم تتعفن والأنهار تفيض والآثار تفتت ولتحول النساء إلى نساء قذرات ولتجعل شعرهن منساب وشفاههن معوجه | الثقافة القوطية |

### الأفلام
بعض فنانين الروك القوطي المبكر وروك الموت قد تبنوا فكرة صور أفلام الرعب التقليدية، ورسموا الموسيقى التصويرية في أفلام الرعب بغرض الإلهام. وكان جمهورهم استجابوا من خلال اعتماد اللباس المناسب والدعاى م. ركائز فيلم الرعب ومعيار استخدامه مثل: دوامة دخان، الخفافيش، وخيوط العنكبوت التي تميزت كزخرفة للنادي القوطي من البداية في كهوف الخفافيش (The Batcave). مثل هذه الإشارات في الفرق الموسيقية والصور التي كانت في الأصل (اللسان في خده، أي: تعبير عن السخرية)، ولكن مع مرور الوقت، أخذ أعضاء الفرق الموسيقية في هذه الثقافة الفرعية الارتباط أكثر جدية. ونتيجة لذلك، أصبحت مواضيع الي تتحدث عن نشوء مرض، والقوى خارقة، والغموض أكثر جدية بشكل ملحوظ في هذه الثقافة. الترابط بين الرعب والقوطي واضحا في أيامه الأولى من خلال فيلم الجوع (The Hunger)، وفيلم مصاصة الدماء (Vampire) في عام 1983 من بطولة ديفيد باوي (David Bowie)، كاثرين دونوف (Catherine Deneuve)، وسوزان ساراندون (Susan Sarandon). الفيلم تميز بمجموعة الروك القوطي (باوهوس، Bauhaus) من خلال اداء ميت بيلا لوغوسي (Bela Lugosi’s dead) في نادي ليلي. تيم بورتون (Tim Burton) خلق جو الكتب القصصية مليى ة بالظلام والأشباح في بعض افلامه مثل: بيتلجوس 1988 (Beetlejuice)، الرجل الوطواط 1989 (Batman)، ادوارد ذو الايدي المقصات 1990 (Edward Scissorhands)، وافلام إيقاف الحركة stop motion مثل: كابوس قبل الكريسماس 1993 (The Nightmare before Christmas)، والذي كان من إنتاج بورتون Burton وشارك في كتابته، وجثة العروس 2005 (Corps Bride)، الذي شارك في إنتاجه. 
 كما ان الثقافة الفرعية أصبحت راسخة، الارتباط بين القوطي وخيال الرعب أصبحت تقريبا مبتذلة، ومن المرجح جدا ان تظهر كشخصيات في الروايات والافلام المرعبة. على سبيل المثال: الحرفة (The Craft)، الغراب (The Crow)، ماتريكس (The Matrix)، وسلسلة أفلام الجحيم (Underworld) التي صورت بشكل مباشر على موسيقي القوطية وأسلوبها. الكوميديا المظلمة كبيتلجوس (Beetlejuice)، أعضاء هيئة التدريس (The Faculty)، الجمال الأمريكي (American Beauty)، محامون الزفاف (Wedding Crashers)، وبضع حلقات من برنامج الرسوم المتحركة ساوث بارك (South Park)، العديد من أطفال المدارس الخيالية قد صوروا كقوط، أطفال القوطية في البرنامج صوروا كنتيجة وجدت مزعجة لتكون مشوشة مع الموضوع الساخن “Hot Topic “ vampire kids، مصاصين دماء أطفال في حلقة (ذا انقراندوبل، The Ungroundable) في الموسم الثاني عشر. وحتى أكثر إحباطا لمقارنتهم بأطفال الإيمو (emo). أطفال القوطية صوروا عادة للاستماع إلى الموسيقى القوطية، كتابة أو قراءة الشعر القوطي، شرب القهوة، تقليب شعرهم والتدخين.

### الكتب والمجلات
يظهر تأثير الأدب الأمريكي في كتابة آني رايس (Anne Rice) عندما أعادت كتابة قصة عن مصاص الدماء في عام 1976، وقد وصفت الشخصيات التي وضعتها آني رايس في روايتها: تاريخ مصاص الدماء (The Vampire Chronicles) بأنها شخصيات تعذب نفسها وتعاني من الغربة والوحدة ومن حال البشر، ولم تكن الشخصيات تعذب نفسها فقط، وقد تصورت هذه الشخصيات عالمًا خياليا ركزت فيه على اكتشاف روعته، وقد بدت صفات الشخصيات في هذه الرواية مشابهة لصفات القوط ولكنها لم تخلق بنية تمثيل جماعة القوط، ولكن رومنسيتها وجمالها وإثارتها الجنسية جذبت انتباه القراء القوط مما جعل أعمال الكاتبة تشتهر من الثمانينيات وحتى التسعينات، ومع أن القوط أعجبوا بقصص مصاصي الدماء بشكلها في القرن التاسع عشر وأيضا بأشكالها الاحقة إلا أن الشكل الحديث الذي كتبته آني رايس كان له «جرس خاص» في جماعة القوط، وكان في رواياتها سمات مثل المشاعر الجياشة والملابس التي تخص فترة تاريخية والانحطاط الثقافي، ومصاصي الدماء في القصة هم وحوش غريبين اجتماعيا ولكنهم جذابين، وقراء رواياتها يرون أنفسهم متشابهين في الاعتقادات مع شخصيات الرواية، ويرون الشخصيات كقدوات مثل شخصية ليستات دي ليونكورت (Lestat de Lioncourt). 
وقد استمر الكتاب بإعادة كتابة قصص مصاصي الدماء، مثل رواية لوست سولز (Lost souls) للكاتب بوبي برايت (Poppy Z. Brite) التي نشرت في عام 1992، وقد نقدت بعض المصادر الرئيسية رواية بوبي برايت فزعموا أنها تفتقد القيمة الأخلاقية: فلم تكن تحتوي على مخلوقات خبيثة ومخيفة وخارقة للطبيعة (مثل أبطال رواية آني رايس) ولم تحتوي على أرواح تتعذب أو تكون مشتته بين الخير والشر، ولكن مصاصي الدماء في روايته أضافوا شرب الدماء لمجموعة الأفعال غير الأخلاقية التي يقوم بها نظرائهم من البشر مثل تعاطي المخدرات ومشكلة شرب الكحول وممارسة الجنس بدون معنى،[64]ويتوافق العديد من هؤلاء المدعوين بالبشر مع مخاوف المراهقين وتعجبهم موسيقى القوطيين، وعندما نشر إصدار خاص جديد للرواية بمناسبة الذكرى السنوية العاشرة لرواية لوست سولز (Lost Souls) قالت مجلة ببلشرز ويكلي (Publishers Weekly) - التي نقدت الرواية في العقد السابق وقالت أنها رواية تفتقد للقيمة الأخلاقية - أنها كتبت في الزمن الحديث ووصفتها بأنها رواية رعب كلاسيكية، واعترفت بأن بوبي برايت كَوَّن له جمهور من جماعة معينة.[65]
وقد أثر في القوطيين شخصيات رواية رجل الرمل المصورة (The Sandman) للكاتب نيل جيمان (Neil Gaiman)، مثل الشخصية الكئيبة المتشائمة دريم (Dream) وأخته ديث (Death). [تحتاج المعلومات لوضع مصدر ]،
الكاتب ميك ميرسر (Mick Mercer) هو صحفي مشهور (مختص بأخبار الموسيقى) ومؤرخ بارز لموسيقى الروك القوطية، [66][67][68] وقد تقصى ميك ميرسر أوضاع القوطيين في مختلف أنحاء العالم في العصر الحديث، بما في ذلك أمريكا الجنوبية واليابان والبر الرئيسي في آسيا، وذلك في روايته «القوط في العصر الواحد والعشرين» (21st Century Goth)التي نشرت في عام 2002، وقد تناولت روايته السابقة تقريبا نفس الفكرة في عرض معلومات عن القوطيين في مختلف أنحاء العالم وهي رواية بعنوان «ملفات شعوذة: الكتاب المقدس القوطي»(Hex Files: The Goth Bible).[بحاجة لمصدر]
ومجلة بروباقاندا (Propaganda) هي مجلة القوطيين في الولايات المتحدة الأمريكية وقد أسست في عام 1982، أما في إيطاليا فهناك مجلة فير ساكروم (Ver Sacrum) وتغطي هذه المجلة أخبار القوطيين الإطاليين، بما في ذلك أزيائهم والجنس والموسيقى والفن والأدب، وهناك بعض المجلات تتضمن الخيال والأدب القوطي، مثل المجلتان المتوقفتان دارك ريلمز (Dark Realms)[69] ومجلة جوث إز ديد (Goth Is Dead)، أما المجلات الأخرى فمنها ما يغطي الموضة مثل مجلة جوثك بيوتي (Gothic Beauty) ومنها مايغطي أخبار الموسيقى مثل مجلة سيرفانس (Severance) ومنها مايغطي الثقافة وأسلوب العيش مثل مجلة (Althaus e-zine). 
وفي 31 أكتوبر عام 2011 قامت دار النشر إي سي دبليو (ECW Press) بإصدار كتاب انسايكوبيديا جوثيا (Encyclopedia Gothica)[70] للكاتبة والشاعرة ليزا لادوسور (Liisa Ladouceur) ويضمن هذا الكتاب رسومات للرسام غاري بولين (Gary Pullin)[71][72][73][74]، وهذا الكتاب يخلو من الخيال ويحتوي على أكثر من 600 كلمة وعلى تعابير تتصل بالجماعة القوطية، وأما كتاب ليزا الثاني «كيف تقتل مصاص دماء: أنياب في فلوكلور» (How to Kill a Vampire: Fangs in Folklore) بالتصنيف الخيالي [65] فقد نشر في عام 2013.[76][77]. 

### فن الجرافيك
أبرز الفنانون العصريون في فن الجرافيك التصويري هم: جيرالد بروم (Gerald Brom) وديف ماكين (Dave McKean) وتريفور براون (Trevor Brown) وأيضا الرسامون: إدوارد جوري (Edward Gorey)و تشارلز آدامز (Charles Addams)ولورين مورجان ريتشاردز (Lorin Morgan-Richards) وجيمس اوبار (James O'Barr)، وقد وُصفت أعمال الرسام البولندي السريالي زدزيساو بيكسينسكي (Zdzisław Beksiński) بأنها قوطية[تحتاج لمصدر]، وفي عام 2007 نشرت الكاتبة آن سودوورث (Anne Sudworth) كتاب عن الفن القوطي[78]. 

### الفعاليات

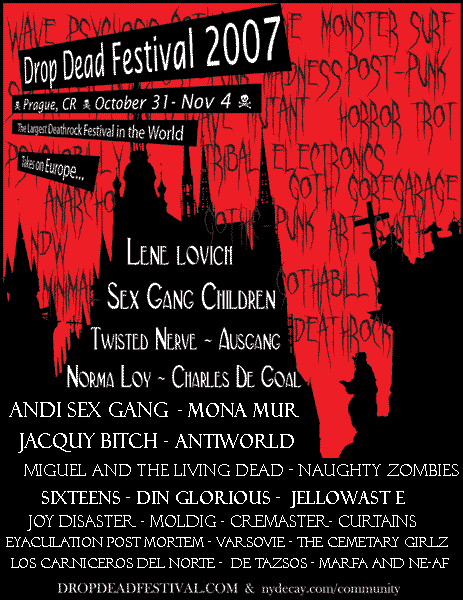
ملصق لمهرجان دروب ذا ديد في عام 2007

وتستمر نشاطات القوط حتى عام 2019، ففي أوروبا الغربية يوجد مهرجانات سنوية كبيرة خاصةً في ألمانيا مثل مهرجان ويف جوتك تريفن في مدينة لايبزيغ (Wave-Gotik-Treffen) ومهرجان ميرة لونا في مدينة هيلدسهايم (M'era Luna)، ويجذب هذان المهرجانان سنويا عشرات الآلاف من الناس، ومن أكبر المهرجانات الخاصة بجماعة القوط في فنلندا وأيضا من أكبر احتفالات القوط في أقصى الشمال هو مهرجان لوموس جوثك (يعرف باسم لوموس) (Lumous Gothic Festival)، أما في أوكرانيا فمن أكبر المهرجانات القوطية الأوكرانية هو مهرجان ديتي نوتشي: كورنا راندا Deti Nochi: Chorna Rada (ويعني أطفال الليل)، وتدعم المهرجانات موسيقى الديث روك (deathrock) مثل فعاليتا مدرسة الغول (Ghoul School) وحرر الخفافيش (Release the Bats) ويحضرها الكثير من المعجبين من دول عديدة، وفي الولايات المتحدة الأمريكية هناك مهرجان دروب ديد (Drop Dead) الذي يحضره أكثر من 30 دولة، وأيضا هناك فعاليات في أمريكا مثل عيد الخفافيش في حديقة المرح (Bats Day in the Fun Park) ويحتفل القوطيين بالثقافة وبتجول القوطيين وبالرحلة القوطية، أما في مدينة ويتبي وفي شمال يوركشاير وإنكلترا فهناك مهرجان الموسيقى القوطية الذي يعقد مرتين في السنة وهو مهرجان ويتبي جوث ويك اند (Whitby Goth Weekend). 

### التصميم الداخلي
في الثمانينيات زين القوطيون جدرانهم وسقوفهم بأقمشة سوداء واكسسوارات مثل السبحات والصلبان والورود البلاستيكية، وأيضا وضعوا أثاثًا أسودًا وأشياءً تشبه التي في المقابر مثل الشمعدانات وفوانيس الموت والجماجم، أما في التسعينات فقد غيروا تصاميم الثمانيات بتصاميم داخلية أقل ترويعًا. 

## الحياة الاجتماعية

### الجنس والهوية الجنسية
منذ أواخر السبعينيات، رفض المشهد القوطي البريطاني «المقاييس التقليدية للآداب الجنسية» وتبنى واحتفى «بعادات جنسية غريبة وخارجة عن نطاق المألوف». في الألفينيات، أشار عدة أعضاء إلى تداخل العضويات في المجتمعات الشاذة، وذات الشراكة العاطفية، وذات التعذيب والعبودية/ السادية. 
النساء في المشهد القوطي يميلن إلى أن يكونوا أكثر استقلالية. "... مشهد الاحتفال بالجنسية النشطة" يعزز النساء القوطيات لرفض الأفكار الشائعة عن الأنوثة اللا فاعلة (الخاملة؟). لديهم اتجاه "لجنسية نشطة" مما يعزز المساواة الجنسية (جندرية؟)" داخل المشهد، مثلما تمكنهم من القيام بأدوار جنسية مع عدة شركاء بينما يتجنبن وصمة العار والخطر الذي توصف بها النساء اللاتي يفعلن ذلك "خارج المشهد الذي دائمًا يحدث" مع استمرارهم اعتبار أنفسهن نساء قويات. 
يتزين الرجال بطريقة خنثوية«.... يخلط الرجال أزيائهم فيضعون مساحيق التجميل ويرتدون التنانير», وبالمقابل «تتجمل النساء بطريقة أنثوية مغرية».. وشهوانية للغاية، فيرتدين الكروسيهات مع التنانير القصيرة وجوارب مشبكة.
الخنثوية شائعة جدًا بالمشهد ".. تشيع الخنثوية بأزياء الثقافة القوطية لتدعم رأيهم بالأدوار الجندرية (الجنسية؟) التقليدية", فقد وجدت لتميز الرجال القوطيين الذين يظهرون بطريقة أنثوية، ويتضمن ذلك المكياج والتنانير والأكسسوارات الأنثوية "لتعزز رجولتهم" وتتيح أدوار المراودة المغايرة جنسيا التقليدية". 

### الهوية
بينما تعد القوطية «مشهدًا موسيقيًا».. لكي تصبح قوطيًا يلزمك أكثر من ذوق موسيقي مشترك، إنها جماليات. طريقة معينة في رؤية الأشياء وإظهار نفسك. اهتم المراقبون بالإشارة إلى الدرجات التي توسم الأفراد أعضاءً حقيقيين من الثقافة القوطية.
في أقصى التدرجات هناك «قوطي أعلى» وهو الشخص الذي يسعى إلى مظهر شاحب بوضعه مساحيق بيضاء بقدر المستطاع. وفي نهاية التدرج الآخر كُتاب متكلفون «يريدون أن يصبحوا قوطيين» وهم غالبًا مراهقين يمرون بفترة قوطية ولا يملكون أي مشاعر قوطية ولكن يردون أن يبدوا قوطيين.
وقد قيل سابقًا أن "السوق القوطي" هو مراهق يرتدي أزياء قوطية ويقضي وقته في الأسواق بمحل "هوت توبيك" ولكنه لا يعرف أي شيء عن الثقافة القوطية أو ذوقها الموسيقي مما يجعله متكلفًا. وحتى أن فنانيين معروفون وصموا بهذا الوصف الازدرائي " عدة قوطيين وخاصة أولئك الذين أنتموا لهذه الثقافة قبل أواخر الثمانينيات يرفضون "مارلين مانسون" ويعدونه متكلفًا ومفسدًا لمعنى القوطية الحقيقي. 

### وسائل الإعلام والتعليقات الأكاديمية
وصفت الـ BBC بحثا أكاديمياً يشير إلى أن القوط مصقولين وحساسين حريصين على الشعر والكتب وليس للمخدرات والسلوك اللا اجتماعي. مراهقو هذه الفئة عادتا ما يبقون في الطائفة. أي طوال حياتهم كبالغين وعلى الارجح انهم ذوي تعليمٍ جيد ويختارون مجالات كالصيدلة والقانون. هذه الطائفة تجذب المراهقين الذين يبحثون عن معنى أو هوية. البرنامج يعلم المراهقين أن هناك جوانبا صعبة في الحياة ويجب المحاولة للفهم أو التفسير. 
نشرت صحيفة ذا قارديان The guardian أن هناك رابط بين القوط واستخدام المخدرات ولكن في الحقيقة استخدام المخدرات يتنوع من طائفة إلى أخرى والقوط واحدة من عدة حركات طائفية مرتبطة بمخدر واحد مثل طائفة الهيبي Hippie المرتبطة بمخدر الحشيش وطائفة الـ Mod المرتبطة بالأمفيتامينات. أجريت دراسة عام 2006 على شباب من طائفة القوط وقد تم أكتشاف أنهم يمتلكون معدل عال في استخدام المخدرات.